# أليسا ماكليلاند
أليسا ماكليلاند (بالإنجليزية: Alyssa McClelland) هي ممثلة أسترالية، ولدت في 1981 في أستراليا.

## وصلات خارجية
- أليسا ماكليلاند على موقع IMDb (الإنجليزية)
- أليسا ماكليلاند على موقع قاعدة بيانات الفيلم (الإنجليزية)